# Marcelo Fleitas
Julio Marcelo Fleitas Silveira (Montevideo, 1 de septiembre de 1973) es un entrenador y exfutbolista uruguayo nacionalizado ecuatoriano. Jugaba de defensa central.

## Trayectoria

### Como jugador
A pesar de haber nacido en Uruguay, Marcelo Fleitas nunca jugó profesionalmente en aquel país. Al año de vida sus padres se trasladaron a Argentina con él y fue ahí donde empezó su carrera futbolística.
Su primer club fue el Leandro N. Alem, donde llegó muy joven y debutó a los 15 años.
En 1997 fue a Defensa y Justicia, ese año su club ganó el título Clausura de la Primera B. En 1998 retorna a Leandro N. Alem.
En 2000 se fue a jugar al Olmedo de Ecuador, su actuación fue destacada y en su primera temporada logró salir campeón de la Serie A y clasificar a Copa Libertadores del año siguiente. Este fue el primer y hasta ahora único título en la historia de este club, donde Fleitas permaneció 3 años.
En 2003 pasó al Barcelona Sporting Club, año en que se nacionalizó ecuatoriano, con ese equipo logró clasificar a Copa Libertadores.
En 2005 fue transferido al Deportivo Cuenca, donde estuvo cuatro años, el 2007 fue elegido mejor defensa del campeonato, fue uno de los jugadores más importantes del club, clasificó a dos Copas Libertadores consecutivas.
En 2009 se une a Emelec, donde juega dos Copas Libertadores, y estando en este equipo teniendo 35 años de edad es por primera vez convocado a la Selección ecuatoriana de fútbol, en la que siempre que actuó lo hizo de manera destacada. Los años 2009 y 2010 fue premiado como el mejor defensa del año en Ecuador.

### Como entrenador
Su primera experiencia como entrenador fue en Emelec, donde fue designado para dirigir los últimos cuatro partidos del Campeonato Ecuatoriano en la temporada 2011 donde fue subcampeón. Durante su tiempo en Emelec, logró llegar a los octavos de final de la Copa Libertadores 2012, y dirigió al club hasta el final del primer semestre de 2012, donde quedaron en tercer lugar y se clasificaron para la Copa Sudamericana de ese año.
En 2016 fue contratado por el Deportivo Quito para jugar la Serie B de Ecuador, pero renunció meses después. Posteriormente en 2017 fue confirmado como nuevo estratega de Fuerza Amarilla, aunque también fue despedido debido a los malos resultados.
En mayo de 2022 se unió a Paúl Vélez para ser su asistente técnico en Macará, sin embargo los resultados adversos en el Campeonato Ecuatoriano llevaron a la renuncia de Vélez y a que Fleitas asumiera la responsabilidad de dirigir al equipo hasta el 2023.

## Selección nacional
En el 2009, fue convocado a la Selección de fútbol de Ecuador, con la que fue internacional en 5 ocasiones. Su debut fue en la victoria de Ecuador en Lima contra Perú el 7 de junio de 2009 en la 13º fecha de las Eliminatorias al Mundial 2010. 

## Clubes

### Como futbolista
| Club               | País      | Año       |
| ------------------ | --------- | --------- |
| Leandro Alem       | Argentina | 1989-1997 |
| Defensa y Justicia | Argentina | 1997-1998 |
| Leandro Alem       | Argentina | 1998-1999 |
| Olmedo             | Ecuador   | 2000-2002 |
| Barcelona          | Ecuador   | 2003-2004 |
| Deportivo Cuenca   | Ecuador   | 2005-2008 |
| Emelec             | Ecuador   | 2009-2011 |

### Como entrenador
| Club            | País    | Año       |
| --------------- | ------- | --------- |
| Emelec          | Ecuador | 2011-2012 |
| Deportivo Quito | Ecuador | 2016      |
| Fuerza Amarilla | Ecuador | 2017      |
| Olmedo          | Ecuador | 2017      |
| Macará          | Ecuador | 2022      |

## Palmarés

### Campeonatos nacionales
| Título               | Club               | País      | Año     |
| -------------------- | ------------------ | --------- | ------- |
| Primera B (Clausura) | Defensa y Justicia | Argentina | 1996/97 |
| Serie A de Ecuador   | Olmedo             | Ecuador   | 2000    |

### Campeonatos internacionales amistosos
| Título            | Club   | Año  |
| ----------------- | ------ | ---- |
| Copa del Pacífico | Emelec | 2010 |

### Distinciones individuales
| Distinción | Club   | Año  |
| --- | ------ | ---- |
| Mejor Defensa de la Serie A de Ecuador (Olmedo 2000, 2002 y 2003, Barcelona 2005, Cuenca 2007, Emelec 2008 y 2010) | Cuenca | 2007 |
| Mejor Defensa de la Serie A de Ecuador                                                                             | Emelec | 2009 |
| Mejor Defensa de la Serie A de Ecuador 2001 2002 2003 2008 2009 2010                                               | Emelec | 2010 |